# Ђуро Нинчић
Ђуро Нинчић (Ниш, 1915 — 1979) био је правник, друштвено-политички радник, дипломата и амбасадор СФРЈ.

## Биографија
Рођен је 16. марта 1915. године у Нишу, дипломирао је 1938. године на Правном факултету у Београду, где је био адвокатски приправник до почетка рата. За време Другог светског рата боравио је у Каиру и Лондону, а од 1944. године био је активни учесник Народноослободилачке борбе.
После рата обављао је разне дужности у дипломатији, у Државном секретаријату за иностране послове (ДСИП) и дипломатским представништвима Југославије у иностранству био је саветник савезног секретара, саветник Сталне мисије ФНРЈ при ОУН, помоћник главног правног саветника Државног секретаријата за иностране послове, помоћник начелника и начелник одељења ДСИП, заменик сталног делегата СФРЈ при Организацији уједињених нација и амбасадор СФРЈ у Холандији и Ирану.
Аутор је низа чланака и расправа из области међународног права, објављених у југословенским и страним часописима и листовима.
Умро је 1979. године.
Син је политичара Момчила Нинчића (1876—1949) и рођени брат Олге Хумо (1919—2013), учеснице Народноослободилачке борбе, ратне секретарице Јосипа Броза Тита и професора на Филозофском факултету у Београду. Његова ћерка Роксанда била је амбасадор Србије и Црне Горе и Републике Србије при ЕУ.